# Агент Картер
«Аге́нт Ка́ртер» (англ. Marvel's Agent Carter) — американский телевизионный сериал, созданный на основе комиксов Marvel, с Хэйли Этвелл в главной роли агента Пегги Картер, которая работает в 1946 году. Сериал вышел на ABC в сезоне 2014—2015 годов. В отличие от «Агентов „Щ.И.Т.“», в сериале представлено одно дело на сезон, без так называемого «case-of-the-week». Первый сезон сериала стартовал 6 января 2015 года.
7 мая 2015 года сериал был продлён на второй сезон. Второй сезон вышел на канале ABC 19 января 2016 года во время сезонного перерыва «Агентов Щ.И.Т.» и состоит из 10 серий. Несмотря на положительную критику, из-за низких рейтингов 12 мая 2016 года ABC объявили о закрытии сериала.

## Сюжет
1946 год. Пегги Картер — офисный работник. Втайне она пытается доказать невиновность Говарда Старка, обвиняемого в предательстве и продаже своих изобретений врагам США. На фоне всего этого, Пегги Картер приходится мириться с исчезновением Стива Роджерса и снова доказывать своим коллегам по офису Стратегического Научного Резерва в Нью-Йорке, что женщина годна не только чтобы носить кофе. Все это ей поможет, чтобы впоследствии стать одним из основателей новой организации — Шестой Интервенционной Тактико-оперативной Логистической Службы.
Во втором сезоне Пегги переправлена из Нью-Йорка, чтобы помочь в ведении расследования таинственного убийства жительницы Лос-Анджелеса, найденной замерзшей в озере. Идя по следу, Картер сталкивается с организацией «Изодин», которая вела исследования над неизвестным науке элементом, названным «Нулевой материей».

## Актёры и персонажи
| Актёр            | Персонаж      | Примечания                                                             |
| ---------------- | ------------- | ---------------------------------------------------------------------- |
| Хэйли Этвелл     | Пегги Картер  | Главная героиня сериала, агент СНР. Возлюбленная Капитана Америки.     |
| Джеймс Д’Арси    | Эдвин Джарвис | Дворецкий Говарда Старка. Помощник Пегги.                              |
| Чад Майкл Мюррей | Джек Томпсон  | Агент СНР. Со второго сезона шеф СНР в Нью Йорке.                      |
| Энвер Джокай     | Дэниэл Суза   | Агент СНР. Влюблён в Пегги. Со второго сезона шеф СНР в Лос Анджелесе. |
| Ши Уигхэм        | Роджер Дули   | Шеф СНР.                                                               |

## Эпизоды
На фестивале Comic-Con Marvel сообщила, что первый эпизод «Агента Картер» снимет Луис Д’Эспозито, режиссёр короткометражки «Agent Carter». Съёмкой второго и третьего эпизодов займутся братья Руссо, снявшие фильм «Первый мститель: Другая война». Режиссёр фильма «Первый мститель» Джо Джонстон был заинтересован в производстве четвёртого эпизода.
| Сезон | Сезон | Эпизоды | Оригинальная дата выхода | Оригинальная дата выхода |
| Сезон | Сезон | Эпизоды | Премьера сезона          | Финал сезона             |
| ----- | ----- | ------- | ------------------------ | ------------------------ |
|       | 1     | 8       | 6 января 2015            | 24 февраля 2015          |
|       | 2     | 10      | 19 января 2016           | 1 марта 2016             |

### Сезон 1 (2015)
| № общий | № в сезоне | Название                                     | Режиссёр          | Автор сценария                    | Дата премьеры   | Зрители в США (млн) |
| ------- | ---------- | -------------------------------------------- | ----------------- | --------------------------------- | --------------- | ------------------- |
| 1       | 1          | «Сейчас – это не конец» «Now is Not the End» | Луис Д’Эспозито   | Кристофер Маркус и Стивен Макфили | 6 января 2015   | 6.91                |
| 2       | 2          | «Мост и Тоннель» «Bridge and Tunnel»         | Джозеф В. Руссо   | Эрик Пирсон                       | 6 января 2015   | 6.91                |
| 3       | 3          | «Время и Поток» «Time and Tide»              | Скотт Уинант      | Энди Бушнелл                      | 13 января 2015  | 5.10                |
| 4       | 4          | «Кнопка Блицкрига» «The Blitzkrieg Button»   | Стивен Крегг      | Брант Энглестайн                  | 27 января 2015  | 4.63                |
| 5       | 5          | «Железный Потолок» «The Iron Ceiling»        | Питер Лето        | Хосе Молина                       | 3 февраля 2015  | 4.20                |
| 6       | 6          | «Грех Ошибаться» «A Sin to Err»              | Стивен Уильямс    | Линдси Аллен                      | 10 февраля 2015 | 4.25                |
| 7       | 7          | «Путаница» «Snafu»                           | Винсент Мисиано   | Крис Динджесс                     | 17 февраля 2015 | 4.14                |
| 8       | 8          | «Прощание» «Valediction»                     | Кристофер Мисиано | Мишель Фазекас и Тара Баттерс     | 24 февраля 2015 | 4.02                |

### Сезон 2 (2016)
| № общий | № в сезоне | Название                                            | Режиссёр            | Автор сценария                              | Дата премьеры   | Зрители в США (млн) |
| ------- | ---------- | --------------------------------------------------- | ------------------- | ------------------------------------------- | --------------- | ------------------- |
| 9       | 1          | «Дама в Озере» «The Lady in the Lake»               | Лоуренс Триллинг    | Брант Энглстайн                             | 19 января 2016  | 3.18                |
| 10      | 2          | «Вид в Темноте» «A View in the Dark»                | Лоуренс Триллинг    | Эрик Пирсон и Линдси Аллен                  | 19 января 2016  | 3.18                |
| 11      | 3          | «Лучшие Ангелы» «Better Angels»                     | Дэвид Плэтт         | Хосе Молина                                 | 26 января 2016  | 2.90                |
| 12      | 4          | «Дым и Зеркала» «Smoke & Mirrors»                   | Дэвид Плэтт         | Сью Чанг                                    | 2 февраля 2016  | 2.77                |
| 13      | 5          | «Атомная Работа» «The Atomic Job»                   | Крейг Зиск          | Линдси Аллен                                | 9 февраля 2016  | 2.66                |
| 14      | 6          | «Душа Компании» «Life of the Party»                 | Крейг Зиск          | Эрик Пирсон                                 | 16 февраля 2016 | 2.39                |
| 15      | 7          | «Чудовища» «Monsters»                               | Мэтин Хусейн        | Брэндон Истон                               | 16 февраля 2016 | 2.39                |
| 16      | 8          | «Грань Тайны» «The Edge of Mystery»                 | Мэтин Хусейн        | Брант Энглстайн                             | 23 февраля 2016 | 2.50                |
| 17      | 9          | «Маленькая Песня и Танцы» «A Little Song and Dance» | Дженнифер Гетзингер | Мишель Фазекас, Крис Дингесс и Тара Баттерс | 23 февраля 2016 | 2.50                |
| 18      | 10         | «Голливудский Конец» «Hollywood Ending»             | Дженнифер Гетзингер | Мишель Фазекас, Крис Дингесс и Тара Баттерс | 1 марта 2016    | 2.35                |

## Производство
Идею телесериала озвучил продюсер Луис Д’Эспозито после просмотра короткометражного фильма Marvel «Агент Картер» на фестивале Comic-Con 2013 в Сан-Диего. В сентябре 2013 года студия Marvel Television приступила к поискам сценаристов сериала, вдохновлённая короткометражкой с участием Пегги Картер. В январе следующего года шоураннерами проекта были назначены Тара Баттерс и Мишель Фазекас. Сценаристы фильмов о Капитане Америки Кристофер Маркус и Стивен Макфили отмечали, что, по их мнению, «Агент Картер» задумывался как мини-сериал, состоящий из 13 эпизодов. В апреле стало известно, что телесеть ABC готовится заказать вместо пилотной серии целый сезон. Позже ABC официально заказала восемь эпизодов сериала, исполнительными продюсерами которого выступили Баттерс, Фазекас, Маркус, Макфили, Крис Дингесс, Кевин Файги, Луис Д'Эспозито, Алан Файн, Джо Кесада, Стэн Ли и Джеф Лоуб. 7 мая 2015 года сериал был продлён на второй сезон, состоящий из 10 эпизодов.